# Uraeotyphlus narayani
Uraeotyphlus narayani és una espècie d'amfibis gimnofions de la família Ichthyophiidae que habita en els Ghats Occidentals, en l'estat de Kerala, Índia. Des de la seva descoberta el 1939 per B.R. Seshachar, no se l'ha tornat a veure.
És una espècie subterrània associada a sòls solts i humits rics en humus. se l'ha observat a boscos perennes humits, terres agrícoles i jardins rurals. Probablement és una espècie ovípara amb ous terrestres i larves aquàtiques.

## Distribució
Taliparamba i Travancore, Kerala, al nord fins a l'oest de Karnataka, Índia.
Ha perdut molt hàbitat, però sembla que és raonablement adaptable. Seria sensible a l'ús d'agroquímics, canvis en la química del sòl i la recollida d'humus per part de la població local, però manquen dades per avaluar l'estat de conservació.